# La Colle-sur-Loup
La Colle-sur-Loup (in occitano Sa Còla de Lop, in italiano storico Colla) è un comune francese di 7 770 abitanti situato nel dipartimento delle Alpi Marittime della regione della Provenza-Alpi-Costa Azzurra.

## Società

### Evoluzione demografica
Abitanti censiti